# ماركتي (بايين خيابان ليتكوة)
مارکتي (بالفارسية: مارکتی) هي قرية تقع في إيران في قسم بایین خیابان لیتکوة الريفي. يقدر عدد سكانها بـ 283 نسمة بحسب إحصاء 2016.